# TKOL RMX 1234567
TKOL RMX 1234567 — альбом реміксів англійського рок-гурту Radiohead, що вийшов 16 вересня 2011 року. Альбом містить серію реміксів синглів альбому The King of Limbs від електронних виконавців, зокрема Jamie xx, Nathan Fake, Four Tet, Caribou, Modeselektor і SBTRKT. Альбом і сингли також вийшли для завантаження на вебсайті Radiohead.

## Реліз альбому
TKOL RMX вийшов для завантаження на вебсайті Radiohead у форматах MP3 і WAV. Версія для продажу вийшла 16 вересня 2011 року в Японії та 10 жовтня в інших країнах. Radiohead відсвяткували реліз у лондонському клубі Corsica Studios 11 жовтня за участю ді-джеїв, зокрема Йорка, і авторів реміксів Jamie xx, Caribou, Lone та Illum Sphere. Захід транслював Boiler Room.

## Трек-лист
| "Диск 1"      | "Диск 1"                                              | "Диск 1"   |
| #             | Назва                                                 | Тривалість |
| ------------- | ----------------------------------------------------- | ---------- |
| 1.            | «Little by Little» (Caribou remix)                    | 5:40       |
| 2.            | «Lotus Flower» (Jacques Greene remix)                 | 7:10       |
| 3.            | «Morning Mr Magpie» (Nathan Fake remix)               | 4:52       |
| 4.            | «Bloom» (Harmonic 313 remix)                          | 5:04       |
| 5.            | «Bloom» (Mark Pritchard remix)                        | 6:07       |
| 6.            | «Feral» (Lone remix)                                  | 5:17       |
| 7.            | «Morning Mr Magpie» (Pearson Sound "Scavenger" remix) | 4:38       |
| 8.            | «Separator» (Four Tet remix)                          | 7:03       |
| Диск 1: 45:51 |                                                       |            |

| "Диск 2"                            | "Диск 2"                                          | "Диск 2"   |
| #                                   | Назва                                             | Тривалість |
| ----------------------------------- | ------------------------------------------------- | ---------- |
| 1.                                  | «Give Up the Ghost» (Thriller "Houseghost" remix) | 6:13       |
| 2.                                  | «Codex» (Illum Sphere remix)                      | 4:34       |
| 3.                                  | «Little by Little» (Shed remix)                   | 4:49       |
| 4.                                  | «Give Up the Ghost» (Brokenchord remix)           | 5:05       |
| 5.                                  | «TKOL» (Altrice remix)                            | 6:02       |
| 6.                                  | «Bloom» (Blawan remix)                            | 7:29       |
| 7.                                  | «Good Evening Mrs Magpie» (Modeselektor remix)    | 7:44       |
| 8.                                  | «Bloom» (Objekt remix)                            | 5:21       |
| 9.                                  | «Bloom» (Jamie xx rework)                         | 2:28       |
| 10.                                 | «Separator» (Anstam remix)                        | 4:50       |
| 11.                                 | «Lotus Flower» (SBTRKT remix)                     | 5:22       |
| Диск 2: 60:00 Загальний час: 105:51 |                                                   |            |

## Персоналії
Художнє офорлмення
- Wildwood
- Twain